# يفغينيا كانيفا
يفغينيا أوليغوفنا كانيفا (الروسية: Evgeniya Olegovna Kanaeva ؛ من مواليد 2 أبريل 1990) هي لاعبة جمباز إيقاعي فردي روسية ولاعبة الجمباز الإيقاعي الفردي الوحيدة في التاريخ التي فازت بميداليتين ذهبيتين أولمبيتين شاملتين ، وفازت في دورة الألعاب الأولمبية الصيفية 2008 ، حيث أنهت بفارق 3.75 نقطة عن صاحبة الميدالية الفضية إينا جوكوفا ، وفي دورة الألعاب الأولمبية الصيفية 2012 ، حيث أصبحت أيضًا أكبر لاعبة الجمباز تفوز بمدالية ذهبية أولمبية، في 4 يوليو 2013 حصلت على جائزة اللعب النظيف الدولية عن "الرياضة والحياة".